# Diogenes Zagonel
Diogenes Zagonel dit Zago est un joueur brésilien - italien de volley-ball né le 16 mai 1981 à Xanxerê (Santa Catarina). Il mesure 1,95 m et joue réceptionneur-attaquant. Après quinze saisons professionnelles, dont dix aux Spacer's de Toulouse il prend sa retraite en 2018 et entame sa reconversion en tant qu’entraineur adjoint de Stéphane Sapinart au sein des Spacer’s.

## Clubs
| Club                  | Pays      | De        | À         |
| --------------------- | --------- | --------- | --------- |
| Barão de Blumenau     | Brésil    |           |           |
| Intelbrás São José    | Brésil    |           |           |
| Unisul São José       | Brésil    | 2003-2004 | 2003-2004 |
| Conapersa             | Argentine | 2004-2005 | 2004-2005 |
| On Line Novo Hamburgo | Brésil    | 2005-2006 | 2005-2006 |
| Framasil Pineto       | Italie    | 2006-2007 | 2006-2007 |
| Montpellier UC        | France    | 2007-2008 | 2007-2008 |
| Spacer's de Toulouse  | France    | 2008-2009 | 2017-2018 |

## Palmarès
- Championnat du monde des moins de 21 ans (1) :
  - Vainqueur : 2001
- Championnat du Brésil (1) :
  - Vainqueur : 2004
- Super Coupe du Brésil (2) :
  - Vainqueur : 2003, 2005
- Coupe de France 
  - Finaliste : 2008, 2013